# Nydomen
Nydomen (norwegisch, englisch Novyy Island, russisch Купол Новый Kupol Nowy, deutsch ‚Neue Kuppel‘) ist eine bis zu 250 m hohe Insel vor der Prinzessin-Martha-Küste des ostantarktischen Königin-Maud-Lands. Sie ist die größere und südlichere zweier eisbedeckter Inseln an der Nahtstelle zwischen dem Jelbart- und dem Fimbul-Schelfeis. Die andere trägt den Namen Blåskimen.
Teilnehmer der Dritten Norwegischen Antarktisexpedition (1956–1960) nahmen eine grobe Kartierung vor. Eine sowjetische Antarktisexpedition kartierte sie im Jahr 1961 genauer und benannte sie auch. Später wurde der Name angepasst ins Norwegische und auch ins Englische übertragen.